# Alpen-Wacholder
Der Alpen-Wacholder (Juniperus communis var. saxatilis), auch Zwerg-Wacholder genannt, ist eine Varietät des Gemeinen Wacholders (Juniperus communis) in der Familie der Zypressengewächse (Cupressaceae).

## Beschreibung

### Vegetative Merkmale
Der Alpen-Wacholder wächst als niederliegender Strauch mit Wuchshöhen von bis zu 70 (selten bis 100) Zentimeter. Die dünne, zimtbraune bis braune Stammborke löst sich in breiten Streifen ab. Die niederliegenden, dicht angeordneten, dreieckigen Zweige messen im Durchmesser etwa 2 Millimeter.
Die 4 bis 10 (selten bis 15) Millimeter langen und 1 bis 2 Millimeter breiten nadelförmigen, etwas sichelförmig gebogenen, manchmal beinahe überlappenden, lanzettlichen oder linealischen Blätter stehen aufrecht in Wirteln zu dritt. Die Blattspitzen variieren von stachelspitzig zu spitz und stumpf. Die leicht konkave adaxiale Oberseite trägt mittig ein bereiftes stomatales Band, das doppelt so breit oder breiter als die beidseitigen grünen Randbänder ist. Die abaxiale Unterseite ist gekielt.

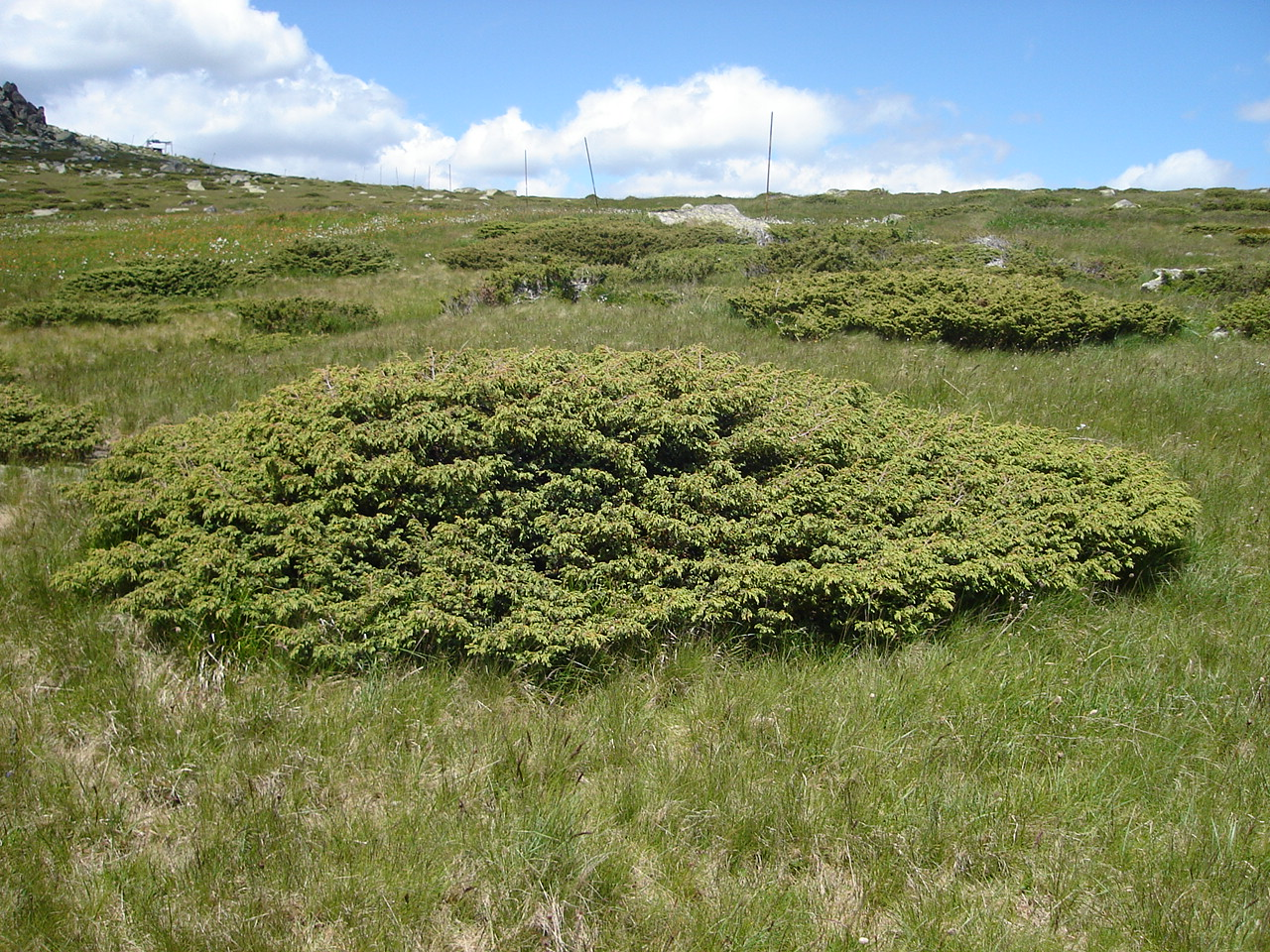
Alpen-Wacholder (Juniperus communis var. saxatilis) im Witoschagebirge, Bulgarien

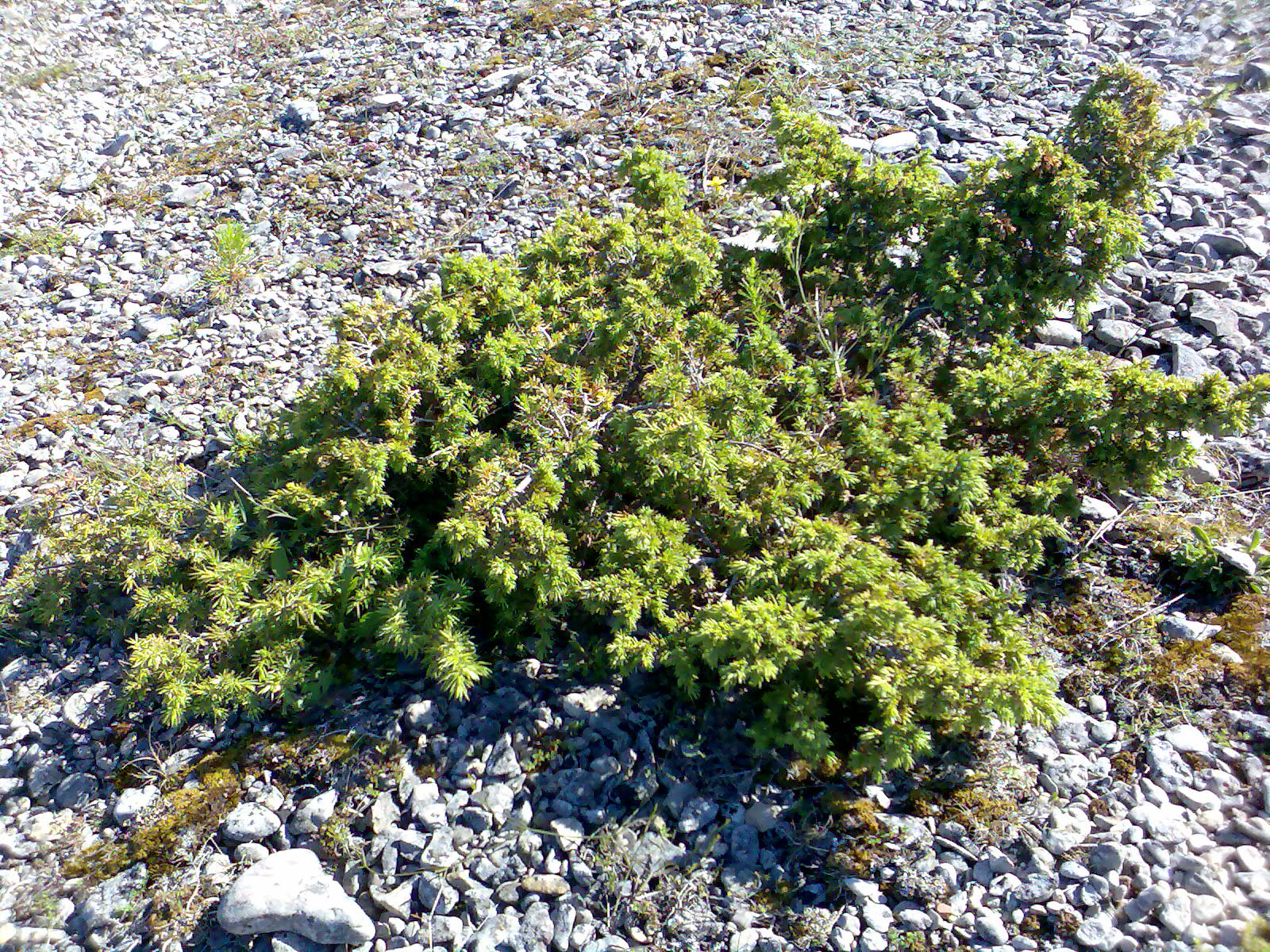
Zwerg-Wacholder (Juniperus communis var. saxatilis)

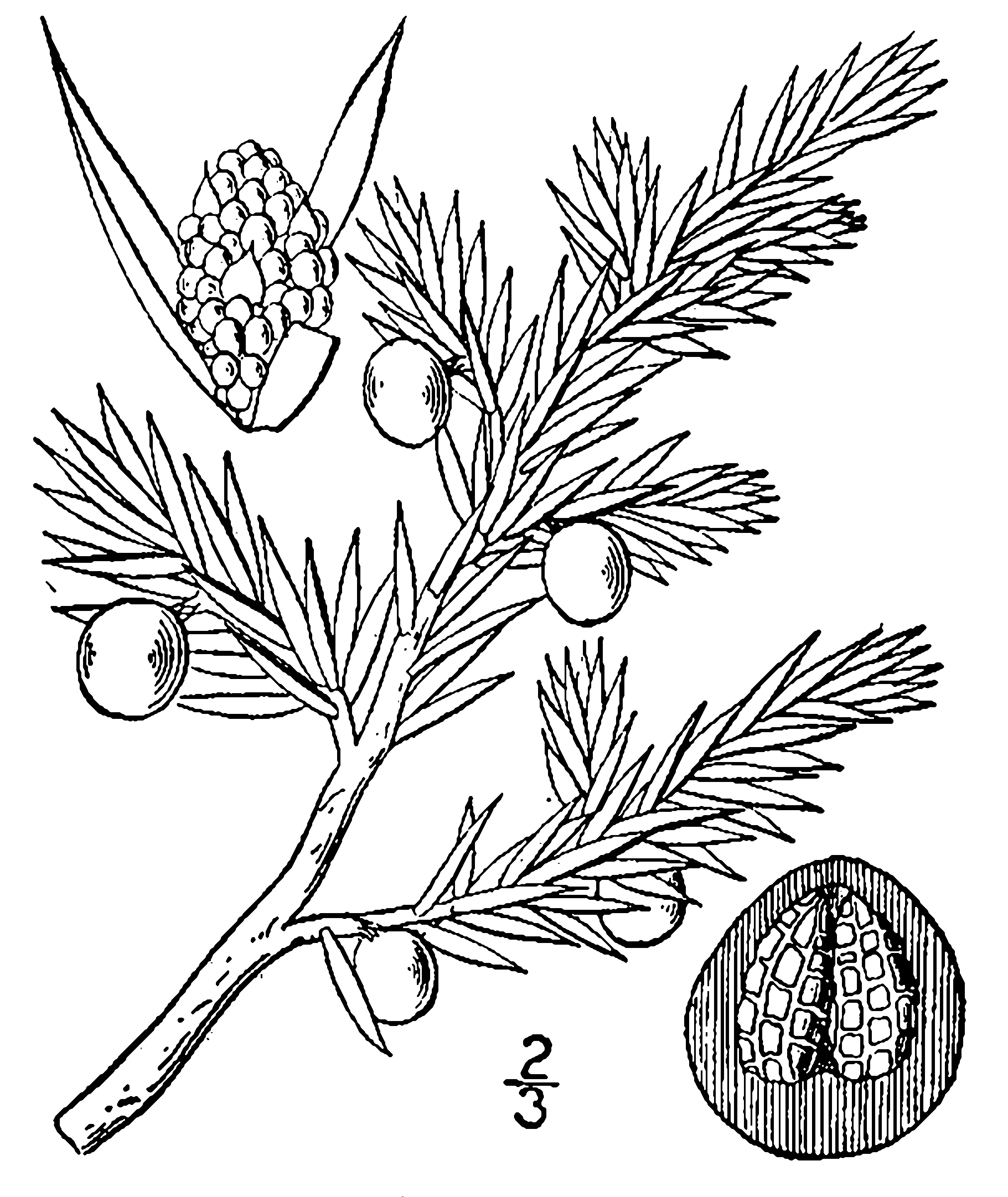
Illustration des Alpen-Wacholder (Juniperus communis var. saxatilis)

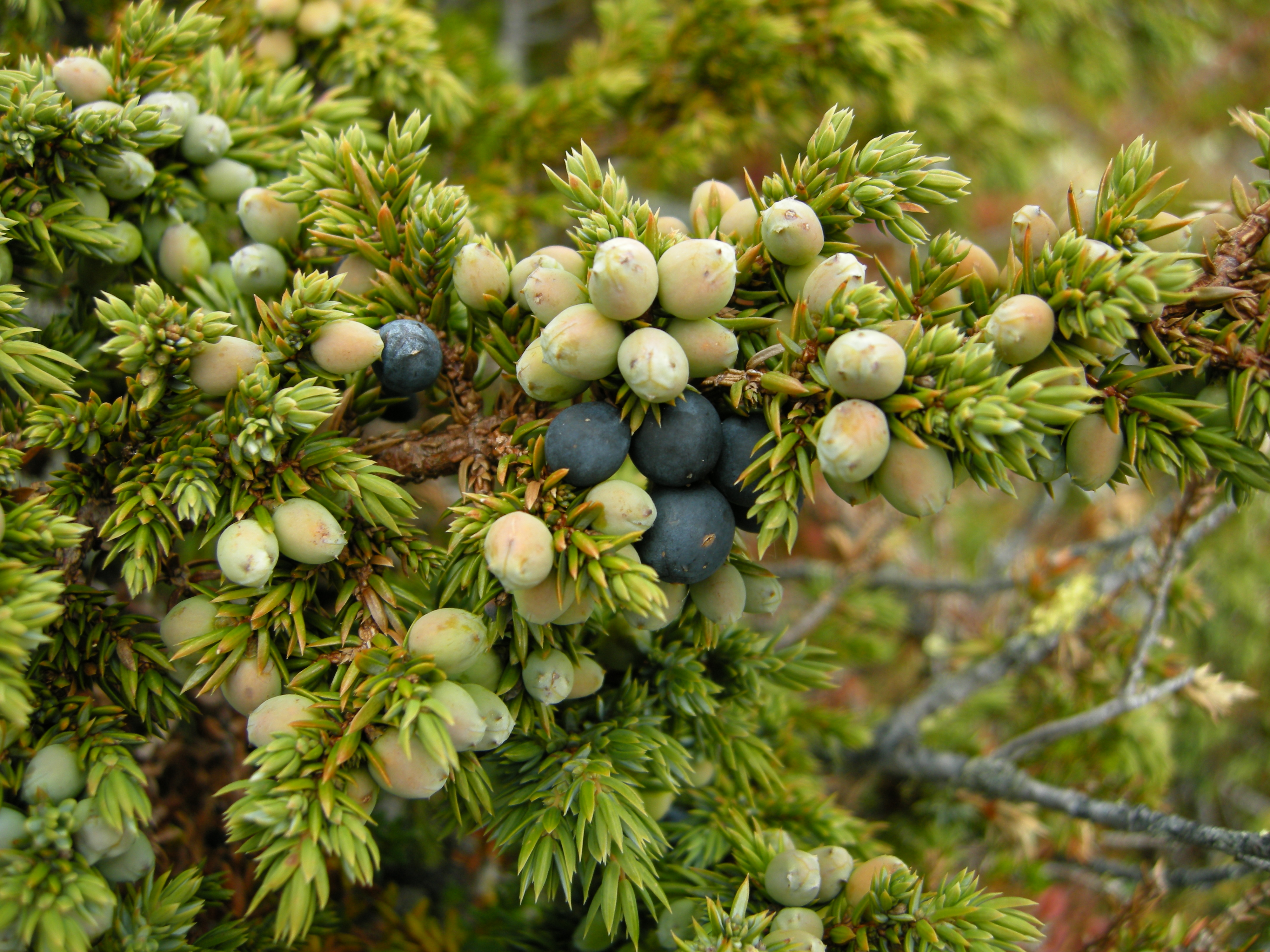
Zweig mit Zapfen des Alpen-Wacholder (Juniperus communis var. saxatilis)

### Generative Merkmale
Der Alpen-Wacholder ist zweihäusig getrenntgeschlechtig (diözisch). Die bei einem Durchmesser von 4 bis 9 Millimeter mehr oder weniger kugelförmigen Zapfen sind im reifen Zustand bräunlich-schwarz gefärbt und bereift. Sie enthalten ein bis drei hartschalige, 3 bis 4 Millimeter große Samen. Der Pollenflug erfolgt im späten Frühling.
Die Chromosomenzahl beträgt 2n = 22.

## Vorkommen
Das weite Verbreitungsgebiet des Alpen-Wacholders reicht von Europa über die Kaukasusregion, das russische Sibirien und den russischen Fernen Osten mit Kamtschatka, den Kurilen und Sachalin bis zur Koreanischen Halbinsel und Japan. Weitere Vorkommen erstrecken sich von Vorderasien mit der Türkei und Afghanistan über Zentralasien mit Kasachstan, Kirgistan, Tadschikistan bis zum westlichen Himalaya mit dem nördlichen Pakistan, Indien und Nepal, über China mit Tibet, Xinjiang und Jilin bis zur Mongolei. Ein weiteres geschlossenes Verbreitungsareal liegt im Westen des nordamerikanischen Kontinents entlang der nordpazifischen Küste im kanadischen British Columbia, den US-amerikanischen Bundesstaaten Oregon, Washington und Kalifornien sowie auf Grönland.
Die europäischen Vorkommen des Alpen-Wacholders befinden sich im nördlichen Europa mit Island, Finnland, dem östlichen Norwegen und Schweden, im westlichen und südwestlichen Europa mit Großbritannien, Irland und Frankreich inklusive Korsika, Portugal und Spanien. In Mitteleuropa sind Vorkommen aus Polen, Tschechien, Österreich, Deutschland im südlichsten Bayern, der Slowakei und der Schweiz bekannt. Im südöstlichen Europa werden Habitate in den Staaten des früheren Jugoslawien, Albanien, Rumänien und Bulgarien, Griechenland und Italien sowie im östlichen Europa mit der Ukraine und Russland besiedelt.
Bevorzugte Standorte des Alpen-Wacholders sind felsige Standorte wie trockene felsige Böden und felsige Spalten auf Berghängen und Gebirgsgipfeln in Höhenlagen von 0 bis 4050 Meter. Er erreicht damit den Bereich der Hochgebirge. Er kommt vor in Gesellschaften des Verbands Juniperion nanae, ist überregional aber eine Charakterart der Ordnung Piccetalia.
Der Alpen-Wacholder ist in Österreich in seinen Habitaten wie Felsfluren, Zwergstrauchheiden und Weiderasen häufig, in Niederösterreich selten und fehlt in Wien und dem Burgenland. In den Allgäuer Alpen kommt er in Höhenlagen zwischen 1300 und 2300 Metern Meereshöhe vor.

## Gefährdung
Der Alpen-Wacholder ist weit verbreitet; seine Bestände scheinen daher gesichert zu sein. Er wird von der Weltnaturschutzunion IUCN in der Roten Liste gefährdeter Arten als nicht gefährdet („LC = Least Concern“) bewertet. Auch Deutschland unter dem Synonym  Juniperus communis subsp. alpina und die Schweiz unter dem Synonym Juniperus communis subsp. nana listet den Alpen-Wacholder als nicht gefährdet.

## Verwendung
Der Alpen-Wacholder wird in Parks und Gärten beispielsweise als Bodendecker eingesetzt.
Die weiblichen Zapfen (die „Beeren“) werden für die Aromatisierung der Spirituose Gin verwendet.

## Taxonomie
Juniperus communis var. saxatilis wurde 1789 von Peter Simon Pallas in Flora Rossica seu Stirpium Imperii Rossici par Europam et Asiam Indigenarum Descriptiones et Icones, Band 1, S. 12, Tafel 4, Figur A erstveröffentlicht. Synonyme für Juniperus communis var. saxatilis Pall. sind unter anderen Juniperus alpina  Gray, Juniperus communis subsp. alpina (Smith)  Čelak., Juniperus communis subsp. nana (Willd.) Syme, Juniperus communis var. jackii  Rehder, Juniperus communis var. montana  Aiton (Hort. Kew., Band 3, 1789, S. 414), Juniperus nana Willd., Juniperus oblonga  M.Bieb. und Juniperus sibirica  Burgsd.